# ブライアン・ネスビット
ブライアン・ネスビット（Bryan Nesbitt、1969年1月24日 - ）はアリゾナ州フェニックス出身のカーデザイナー。
ダイムラー・クライスラーグループを経て、ゼネラルモーターズ(GM)ヨーロッパのデザイン担当エクゼクティブ・ディレクターを担当する。
2009年7月、新生GMはネスビットをキャディラック部門のデザイン・チーフに任命した。

## ブライアン・ネスビット（のチーム）がデザインした車
- クライスラー・PTクルーザー
- シボレー・HHR
- SAAB Aero X
- シボレー・マリブ（7代目）